# Milionia exultans
Milionia exultans là một loài bướm đêm trong họ Geometridae.